# Into the Groove
Az Into the Groove című dal az amerikai énekesnő Madonna 1985. július 15-én megjelent kislemeze a Like a Virgin című albumáról, amelyet a Sire Records adott ki. A dal az 1985-ben bemutatott Kétségbeesve keresem Susant című film betétdala. A dal Madonna második stúdióalbumának, a Like a Virgin-nek (1984) Észak-Amerikán kívüli újrakiadásán szerepelt. A dalt Madonna akkor írta, amikor táncosként dolgozott, és közben egy Puerto Rico-i férfit nézett, aki az erkélyen volt. A dalt eredetileg Mark Kamins-nak írta Madonna, azonban úgy döntött, hogy felhasználja a Desperately Seeking Susan című film betétdalaként.
Az "Into the Groove" szintetizátorokból és dobgépekből áll. Madonna hangját kettős módon követi a kórus. A dal szövege egyszerű, mint egy meghívó egy táncra az énekesnővel. Ugyanakkor szexuális érzelmekkel és felhanggal bír. A dal pozitív kritikákat kapott a zenekritikusoktól, és kereskedelmileg is sikeres dal volt. Az "Into the Groove" a slágerlisták élén szerepelt Ausztráliában, Belgiumban, Írországban, Japánban, Hollandiában, Új-Zélandon, Spanyolországban és 1. helyezett volt az Egyesült Királyságban. A dal csak 12" inches kislemezen volt elérhető az Egyesült Államokban az "Angel" című dallal közösen, és emiatt nem került fel a Billboard Hot 100-ra.
A dalhoz készült videóklip a filmből átvett képkockákból áll. A dalt Madonna a legtöbb koncertjén előadta. Legutóbb a Rebel Heart Tour-on (2015–2016). A dalt számos művész is feldolgozta, köztük Dannii Minogue ausztrál énekesnő, aki egyesítette a dalt a "Don't Wanna Lose This Feeling" című dalával. Az 1980-as évek végére az "Into the Groove" a Billboard magazin szerint az Évtized kislemeze volt.

## Előzmények
Az "Into the Groove"-ot Madonna és akkori barátja Stephen Bray írta. Az énekes kezdetben Mark Kamins barátnőjének, Chyne-nek írta a dalt, és felvett egy demót, melyet Kamins később módosítani szeretett volna. Madonna azonban úgy gondolta, hogy a dal megfelelő lenne a Desperately Seeking Susan című filmhez, és a végső változatot rögzítette Bray-vel a filmhez. Amikor Kamins megtudta, hogy Madonna felhasználta a dalt, dühös lett, mert nem tájékoztatta arról, hogy a filmhez fogja használni. Madonna ezt válaszolta: "Kemény vagyok, és ambiciózus, pontosan tudom, hogy mit akarok, ha szart csinálok az az én dolgom". Az "Into the Groove" végül nem kerül fel a filmzenei albumra, hanem Madonna második Like a Virgin című stúdióalbumán szerepel. A Time magazinnak Madonna elmondta, hogy a dalt akkor írta, amikor egy latin fiút nézett az erkélyen. A dalt "dorky"-nak írta, melyet Madonna tovább magyarázott:

Amikor a dalt írtam az Avenue B. 4. emeleti lakásomban tartózkodtam, és ott volt szemben az erkélyen egy nagyszerű Puerto Rico-i fiú, akivel randizni szerettem volna, mielőtt a dalt megírtam. Végül kimentem vele, és a dalt be is fejeztem mielőtt az utolsó randevúm lett volna vele. Örültem, hogy nem folytatódott... A táncparkett nagyon varázslatos hely volt számomra, amikor táncosként dolgoztam. A dalhoz ennek nagyon sok köze van. A szabadságérzés tánc közben, és saját testem, ahogy elengedem magom, és a zenével fejezem ki érzelmeimet. Mindig varázslatos helynek gondoltam ezt, még akkor is, ha ez nem volt extázis. Az "Into the Groove" elsődleges inspirációja ez volt.

Az "Into the Groove" című dalhoz készült videót a film képkockáiból állították össze. A dalszövegek gyakran megegyeztek a képekkel. A Doug Dowdle féle Parallax Productions egy olyan cég volt a 80-as években, akik úttörő szerepet játszottak a filmmel összekapcsolt zenei videók rendezésében, és elkészítésében. A klipet Susan Seidelman rendezésével készítették. Önálló klip azért nem készült a dalhoz, mert már öt Madonna videó volt köztudatban, és folyamatosan sugározta az MTV. A Rolling Stone újságnak 2009-ben Madonna adott egy interjút, melyben elmondta: "Az Into the Groove egy új dal, melyet későn vettünk fel, de úgy tűnik, mindenkinek tetszik".

## Összetétel
Az "Into the Groove" egy dance-pop dal,mely Madonna beszédes bevezetőjével kezdődik. Ez követik a dobok és a szintetikus basszushangok. Majd belép a kórus, ahol Madonna hangja duplázódik, majd növekszik. A szintetikus vonal ellenpontja a fő dallamnak, kontrasztot adva ezzel. A dal "hídja" ahol Madonna a "Live out your Fantasy"-t énekli, éneke az alsóbb regiszterben szerepel. A Musicnotes.com által a dal közepes tempóban 116 BPM / perc ütemmel szól, és C-mol kulcsban van beállítva. Madonna hangja a C 4 és D 5 közötti hangskálán terjed. Ez egy alap fekvencia a CM7-B ♭ / C-CM7-A ♭ akkordmenet között.
A dalhoz Shep Pettibone készített remixet, mely szerepel az 1987-es You Can Dance című összeállításon. Ebben a változatban a c'mon kifejezés folyamatosan ismétlődik a dal elején, majd az első verse csak kb. 90. másodperc után kezdődik el. Miután a "Now I know you're mine" énekli, van egy kis szünet, majd ismétlés a mondatokban a "step to the beat" and "c'mon" szavakkal. Az utolsó verse visszhangot tartalmaz az énekben, mely a mondatok átfedését okozza. A remix kongás hangszerekkel ér véget. Pettibone a dalt újrakeverte Goh Hotoda mellett a The Immaculate Collection (1990) összeállításhoz.
A dalszöveg roppant egyszerű, olyan mint egy meghívó a táncolni akaró énekesnővel. Az egyszerű dalszöveg ellenére a dal szexuális érzelmekkel és felhanggal bír. Hasonlóan Madonna "Like a Virgin" (1984) című kislemezéhez, az "Into the Groove2-ban lírai rész is szerepel a félénk lányoknak. Az "At night I lock the door so no-one else can see" című sor azt sugallta, hogy Madonna nem volt annyira bolond, mint ahogyan a provokatív képe mutatta. Barker szerint a nosztalgikus emberek azonnal felismerték a dalszövegeit az éjszakai klubokban. Hozzátéve, hogy a "Only when I'm dancing can I feel this free," című szöveg azt a szabadságot fejezi ki, melyet a táncparkett nyújt.

## Felvétel
Madonna és Bray a dalt újra felvették és megváltoztatták a dalszöveg egy részét. Bray a felvételeket így kommentálta: "A dal alapja, és "csontváza" (zenéje) el volt készítve, azonban Madonna úgy változtatott a szemöldökén és a haján, mint a dalszövegen. Az "Into the Groove" felvételei a Sima Sound Stúdióban zajlottak. A felvételen Madonna barátja Erika Bellen is jelen volt, és figyelte az egész folyamatot. Az Andrew Morton féle életrajzi könyvben megjegyezte, hogy ponton Bray nehézségekbe ütközött, mert szerinte a dallam nem volt összhangban a kompozíció többi részével. A nehézségek ellenére Madonna a mikrofonhoz lépett és énekelte: ""Live out your fantasy here with me". Bray problémája végül megoldódott. Belle úgy emlékezett, hogy tapasztalataira támaszkodva minden helyre került.
Madonna 2003-ban átalakította a dalt és "Into the Hollywood Groove" remixként adta elő, mely az eredeti "Into the Groove2 első szakaszát, valamint a "Hollywood" című dalának első versszakát tartalmazza. A dalszövegek kissé megváltoztak, és a dalban Missy Elliot rappel. A dal ezen változatát 2003-ban egy Gap reklámban használták fel, melyben Madonna és Missy Elliot Gap farmert viseltek. A dalhoz egy másik változat is készült Josh Harris és Omar Galenao jóvoltából "The Passengerz" címen, mely szerepel Madonna Remixed & Revisited nevű 2003-as remixalbumán.

## Sikerek
Az Egyesült Államokban a "Crazy for You" és a "Material Girl" megjelenése az egymással versengő problémák miatt az "Into the Groove" 7" inches kislemezként jelentették meg, hogy ne legyen verseny az "Angel" című dallal, a Like a Virgin albumról kimásolt 3. kislemezzel. Az "Into the Groove" végül az "Angel" kislemez B. oldalán kapott helyet, így nem tudott a Billboard Hot 100-as listára felkerülni. A dal a Hot Dance Club Songs 40. helyén debütált,az 1985. június 1-i megjelenéskor. Négy hét elteltével a dal elérte a slágerlista csúcsát a Hot R&B / Hip-Hop Songs kislemezlistán, és a 19. helyre került. Az "Into the Groove" Madonna legtöbbet játszott dala volt a Billboard Recurrent Airplay játszási listán. 1985. július 30-án az "Angel / Into the Groove" arany minősítést kapott az Amerikai Hanglemezgyártók Szövetsége által az eladott 1.000.000 példányszám alapján 1989 előtt. Ez volt az első arany helyezéssel jutalmazott kislemez az 1981-ben megjelent Frankie Smith dal a "Double Dutch Bus" óta. A dal a 12. helyezett volt az Év végi összesített dance slágerlistán. A 12-es vinylből 600.000 példányt értékesítettek a Hot Dance Singles Eladási lista alapján, ahol az 1. helyre került a kislemez.
A dal az Egyesült Királyság kislemezlistáján a 4. helyen debütált 1985. július 27-én, és ez lett a akkori legmagasabb pozícióban debütáló dal, a slágerlista akkori történetében. A dal a slágerlista élére került és négy hétig volt listavezető. Összesen 14 hétig volt slágerlistás helyezés. A dal Madonna első 1. helyezést elért kislemeze volt az Egyesült Királyságban. Az első helyezés miatt Madonna Holiday című dala csupán a 2. volt a slágerlistán. Emiatt Madonna volt az első olyan női előadó az Egyesült Királyságban, akinek két slágere is jelen volt az 1. és a 2. helyen a slágerlistán. A dalt a Brit Hanglemezgyártók Szövetsége arany helyezéssel jutalmazta az eladott 500.000 példányszám alapján. Az eladások 2018 óta 957.000-re nőttek, és az ország legnagyobb eladásokat produkáló felvétele lett. A dal az Egyesült Királyság 3. legjobban fogyó kislemeze volt Jennifer Rush "The Power of Love" és Elaine Paige és Barbara Dickson "I Know Him So Well" című kislemeze után. Ausztráliában a dal az "Angel"-lel közösen a Kent Music Chart top helyezettje volt. Az országban ez volt a 2. legkeresettebb kislemez 1985-ben. Európában, Óceániában, és Afrikában top slágerlistás volt a dal, valamint Belgiumban, Írországban, Hollandiában, Új-Zélandon, és Spanyolországban is a slágerlista élén tetőzött. Top 5-ös helyezés volt Franciaországban, Németországban, Norvégiában, Dél-Afrikában, Svédországban, Svájcban, és az European Hot 100 kislemezlistán is. A Music & Media szerint a dalból 1985 szeptemberéig mintegy 1,5 millió példányt adtak el.

## Élő előadások
Az "Into the Groove" a harmadik dal volt a The Virgin Tour turnén 1985-ben. Madonna kék átlátszó felsőben énekelt, mely felfedte jellegzetes fekete melltartóját. Csipkés nadrágban állt a színpadra, és számos kereszt volt a nyakában és a fülében. Haja meg volt kötve. Volt egy csörgő a kezében, ugyanúgy mint a két férfi táncosnál, akikkel előadta a dalt. Az eladást Detroitban rögzítették, és szerepel a Madonna Live: The Virgin Tour című video kiadványon is. Az 1985. július 13-án megrendezett Live Aid koncerten is előadta. She also performed it on her Live Aid concert on July 13, 1985.
Az 1987-es Who’s That Girl világturnén az "Into the Groove2 a második és utolsó dal volt ráadásként. Az előadás során viselt ruhát Andy Warhol művész ihlette. Egy laza nadrágból állt, melynek oldalán egy Campbell leves volt, előtte az U betű, és hátul a "DANCE" szó, melyet úgy terveztek, hogy amikor Madonna megfordul a közönség el tudja olvasni: "U [Can] Dance]. Az ének közepén egy fiatal fiú csatlakozott Madonnához a színpadon, ahol együtt táncoltak. Madonna ezután rózsaszín bolero kabátot viselt. Az előadás végén az énekesek és táncosok is együtt énekeltek, majd együtt meghajoltak és befejezték az előadást. A Who’s That Girl: Live in Japan felvételeit Tokióban vették fel 1987. június 2-án. Illetve a dal a Ciao Italia: Live from Italy című kiadványon is szerepel a japán változat mellett, melyet Torinóban rögzítettek 1987. szeptember 4-én.
Három évvel később a Blond Ambition világturnén Madonna a dalt ismét az ráadásként adták elő. A dalt Niki Haris és Donna De Lory-val adta elő az énekesnő. Lory-t három macho srác csábítja el, akik bőrkabátban vannak. A lányok arra kérték a fiút, hogy bizonyítsák szeretetüket, és azon gondolkodtak, hogy szükség esetén használjanak-e óvszert?! Ezután a dal Shep Pettibone extended remixét énekelték el a dalnak. Az előadásnak két különböző változata ismert. Az egyik a Blon Ambition – Japan Tour 90, melyet 1990. április 27-én Jokohamaban rögzítettek. A másik a Franciaország beli Blond Ambition World Tour Live, melyet Nizzában 1990. augusztus 5-én rögzítettek. A 2004-es Re-Invention világturnén Madonna a dalt skót dudásokkal adta elő. Madonna fehér ujjatlan pólóban jelent meg a színpadon, a skót csapattal, Lorne Cousin vezetésével. A színpadon Missy Elliot a kivetítőn egy rapbetétet adott elő a dalban.

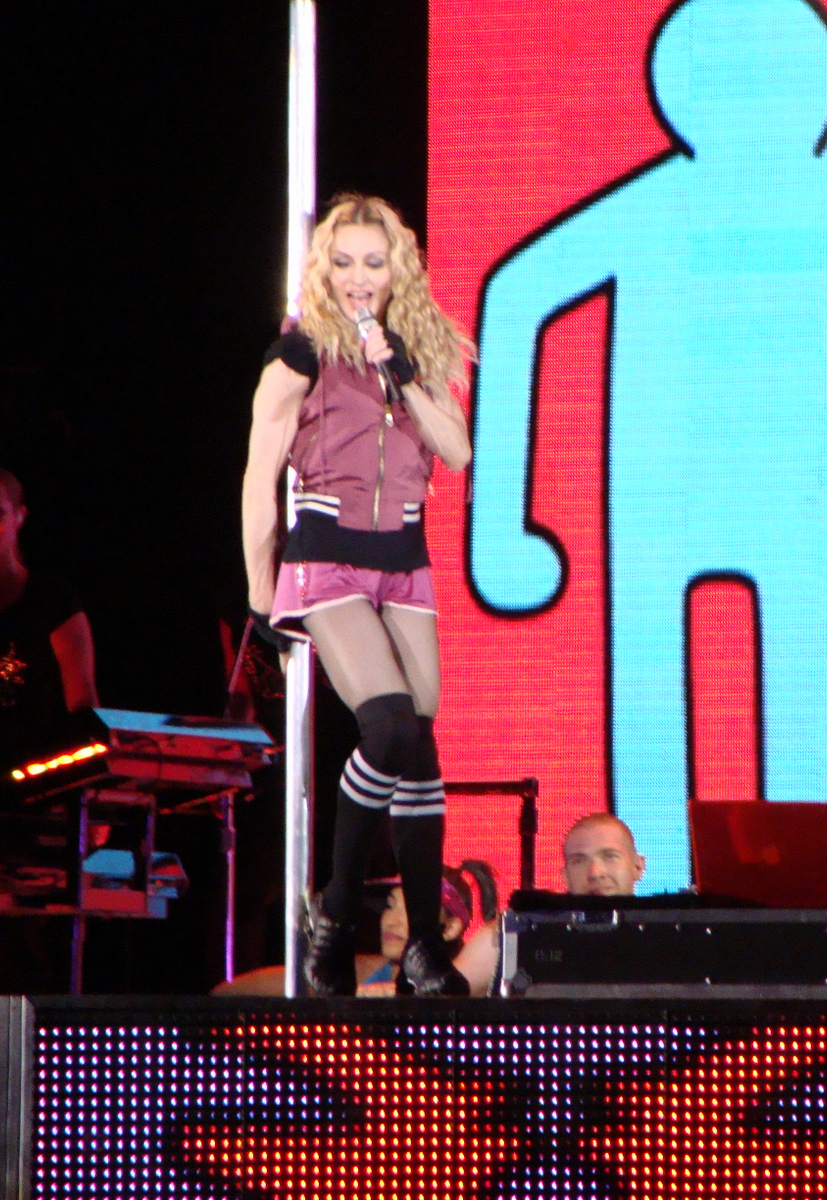
Madonna előadás közben a Sticky & Sweet turnén

A dal a 2008–2009-es Sticky & Sweet turnén is elhangzott. Az előadáson Cassius "Toop Toop" , Frankie Smith "Double Dutch Bus" és a Sugarhill Gang "Apache (Jump On It)", valamint Madonna "Jump" című dalainak elemeit csempészték bele a dalba. A dalt Madonna rövidnadrágban, és pólóban adta elő, miközben a DJ pultra ugrott. Elkezdték énekelni a dalt, miközben rajzfilm figurák jelentek meg a kivetítőn, és Madonna barátja táncolt a háttérben. A dal végén a Double Dutch közjátékként táncolt. 2015-ben az "Into the Groove" szerepelt a Rebel Heart Tour részeként is, ahol flamenco stílusú medley-ben adta elő a dalt a "Dress You Up", "Everybody" és a "Lucky Star" című dalokkal együtt. A műsor végén Madonna latin és cigány ihletésű ruhákba öltözött, melyeket Alessandro Michele készített a Gucci számára, mely flamenco kalapból, csipkéből, szoknyából, és testnadrágból állt.

## Feldolgozások
A dalt a Sonic Youth nevű alternatív rockcsapat Ciccone Youth álnéven dolgozta fel 1986-ban, és megjelentette kislemezen is, majd a The Whitey című albumon is szerepelt 1988-ban. Dal Bozzio a Missing Persons nevű new wave csapattal vette fel a dalt, mely tisztelgés volt Madonna előtt, így felkerült a Virgin Voices: A Tribute To Madonna Vol. 2. című albumra is. Jeremy Jay alternatív pop-énekes 2007-ben vette fel a dalt saját változatában. A dal felkerült a Through the Wilderness nevű pszichedelikus folk-albumra is. A francia pop-rock csapat Superbus 2002-ben dolgozta fel a dalt, és jelentette meg Aéromusical című albumukon. Ez volt a 3. és egyben utolsó kimásolt kislemezük az albumról.
2003-ban a dalt Dannii Minogue használt fel a "Don't Wanna Lose This Feeling" című dalában, mely 4. és egyben utolsó kislemeze volt a Neon Nights című albumáról. Az "Into the Groove" zenei alapját és Madonna énekhangját használta fel, bár Minogue énekhangját megváltoztatták, hogy illeszkedjen a dalhoz. 1985-ben és 2017-ben Anita Mui, hongkongi énekes és Priscilla Chan vette fel a dalt kantoni nyelven.

## Számlista
| - UK 7" single / UK 7" Limited Edition Picture Disc 1. "Into the Groove" – 4:43 2. "Shoo-Bee-Doo" – 5:16 - Japanese 7" single 1. "Into the Groove" – 4:43 2. "Physical Attraction" (Edit) – 3:55 - UK 12" single 1. "Into the Groove" – 4:43 2. "Everybody" – 4:52 3. "Shoo-Bee-Doo" – 5:16 | - You Can Dance promo 12" single (1987) 1. "Into the Groove" (Extended Remix) – 8:31 2. "Into the Groove" (Remix Dub) – 6:22 3. "Everybody" (Extended Remix) – 7:06 - German CD single, 3" CD single (1989) 1. "Into the Groove" – 4:43 2. "Who’s That Girl" (extended version) – 6:29 3. "Causing a Commotion" (Silver Screen Mix) – 6:39 |

## Közreműködő személyzet
- Madonna – író , ének , producer
- Stephen Bray – író, producer
- Shep Pettibone – mix , kiegészítő produkció, audio szerkesztés
- Andy Wallace – remix keverés
- The Latin Rascals – hangszerkesztés
- Ritts gyógynövény – fényképész

## Slágerlista
| Slágerlista (1985)                                        | Legjobb helyezések |
| --------------------------------------------------------- | ------------------ |
| Australia (Kent Music Report) az "Angel"-lel együtt       | 1                  |
| Ausztria (Ö3 Austria Top 40)                              | 6                  |
| Belgium (Ultratop 50 Flanders)                            | 1                  |
| European Hot 100 Singles (Eurotipsheet)                   | 1                  |
| European Airplay Top 50 (Eurotipsheet)                    | 1                  |
| Franciaország (Single Top 100)                            | 2                  |
| Németország (Media Control Charts)                        | 3                  |
| Iceland (RÚV)                                             | 1                  |
| Írország (IRMA)                                           | 1                  |
| Hollandia (Top 40)                                        | 1                  |
| Hollandia (Single Top 100)                                | 1                  |
| Új-Zéland (Recorded Music NZ)                             | 1                  |
| Norvégia (VG-lista)                                       | 4                  |
| Spain (PROMUSICAE)                                        | 1                  |
| Svédország (Sverigetopplistan)                            | 3                  |
| Svájc (Schweizer Hitparade)                               | 2                  |
| Egyesült Királyság (UK Singles Chart)                     | 1                  |
| US Hot Dance Club Songs (Billboard) az "Angel"-lel együtt | 1                  |
| US Hot R&B/Hip-Hop Songs (Billboard)                      | 19                 |

| Slágerlista (1985)                                 | Helyezések |
| -------------------------------------------------- | ---------- |
| Australia (Kent Music Report) az"Angel"-lel együtt | 2          |
| Germany (Official German Charts)                   | 21         |
| Netherlands (Single Top 100)                       | 8          |
| New Zealand (Recorded Music NZ)                    | 4          |
| Switzerland (Schweizer Hitparade)                  | 9          |
| UK Singles (Official Charts Company)               | 3          |
| US Hot Dance Club Songs (Billboard)                | 12         |

## Minősítések
| Ország                           | Minősítés | Eladás    |
| -------------------------------- | --------- | --------- |
| Franciaország (SNEP)             | arany     | 533.000   |
| Görögország (IFPI Greece)        |           | 4000      |
| Olaszország (FIMI)               | arany     | 300.000   |
| Japán (Orion Charts)             |           | 152.440   |
| Új-Zéland (RMNZ)                 | arany     | 10.000    |
| Egyesült Királyság (BPI)         | platina   | 957.000   |
| Amerikai Egyesült Államok (RIAA) | arany     | 1.000.000 |